# Pygoxyon
Pygoxyon (лат.) — род мелких коротконадкрылых жуков-ощупников, единственный в составе трибы Pygoxyini из надтрибы Goniaceritae. 13 видов.

## Распространение
Встречаются в Палеарктике: Босния и Герцеговина, Хорватия, Грузия, Греция, Италия, Черногория, Россия, Швейцария и Сербия (по данным Schülke & Smetana, 2015). В России и странах бывшего СССР встречается два вида в районе Кавказа, в Италии — три вида (Pygoxyon lombardum, Pygoxyon obesum, Pygoxyon tychioforme).
Один вид отмечен в Болгарии.

## Описание
Мелкие коротконадкрылые жуки—ощупники, большинство видов имеют длину тела около 2 мм. Усики длинные, булавовидные, надкрылья укороченные, лапки трёхчлениковые. Встречаются в лесной подстилке, почве, во мхах, в пещерах.

## Систематика
13 видов. Таксон был впервые выделен в 1881 году австрийским энтомологом Эдмундом Райттером (1845—1920) по типовому материалу, найденному в 1879 году австрийским натуралистом и этнографом Гансом Ледером (1843–1921) на перевале Сурам. В 1909 году он же выдели для рода отдельную трибу Pygoxyini.
Однако, когда в 1995 году в работе Ньютона и Тейера на основании анализа морфологических признаков ранг семейства ощупников был понижен (Newton and Thayer, 1995) до подсемейства в составе Staphylinidae, то соответственно все надродовые таксоны (в том числе, бывшие ранее подсемейства в составе Pselaphidae) были понижены в ранге.
- надтриба Goniaceritae Reitter, 1882
  - триба Pygoxyini Reitter, 1909
    - Pygoxyon Reitter, 1881 
      - Pygoxyon apfelbecki Ganglbauer, 1896[14]
      - Pygoxyon bythiniforme Reitter, 1888[15] (Росс. Зап. Кавказ; Абхазия)[4]
      - Pygoxyon ganglbaueri Apfelbeck, 1905[16]
      - Pygoxyon lathridiiforme Reitter, 1881[17]
      - Pygoxyon lombardum Binaghi, 1943[18] (=Pygoxyon bergamascum Besuchet, 1958; =Pygoxyon lombardus Binaghi, 1943)
      - Pygoxyon myops Besuchet, 1958[19]
      - Pygoxyon neuraphiiforme Reitter, 1913[20]
      - Pygoxyon obesum Dodero, 1919[21]
      - Pygoxyon scydmaeniforme Reitter, 1881 (Грузия)[4]
      - Pygoxyon sturanyi Apfelbeck, 1905
      - Pygoxyon tanycerum Apfelbeck, 1906
      - Pygoxyon tychioforme Reitter, 1884[22]
      - Pygoxyon zellichi Ganglbauer, 1902[23]